# Thordisa tahala
Thordisa tahala is een slakkensoort uit de familie van de Discodorididae. De wetenschappelijke naam van de soort is voor het eerst geldig gepubliceerd in 2007 door Chan & Gosliner.